# Петър Бочев
Петър Ангелов Бочев е български военен летец, който е един от 2-мата въздушни асове наред със Стоян Стоянов, като само те двамата имат по 5 свалени вражески самолета. Поручик Бочев е най-резултатният пилот в историята на българската бойна авиация, като от 10 боя има 13 победи.

## Биография
Роден е на 19 ноември 1920 година в село Крушето, Горнооряховско. Учи в гимназия във Велико Търново, която завършва с отличие. Завършва с отличие и 61-ви випуск на Военното на НВ училище. Преминава 2 квалифициращи курса в Германия. Взема 2 дипломи от Германия, като на втория изпит присъства и конструкторът на изтребителя, на който ги изпитват - Вилхелм Месершмид. Той е толкова впечатлен от полета на Бочев и това, което прави с неговия самолет, че след приземяването отива лично да го поздрави, сваля от ръката часовника си и му го подарява. На 22 февруари 1942 година става курсист в изтребителната школа на летище Марино поле в Карловско. По-късно същата година се мести в Долна Митрополия. След като завършва, е назначен в 3/6 изтребителен орляк, а по-късно същата година в 1-ви изтребителен полк.

## Участие във Втората световна война във въздушната защита на България
На 1 август 1943 година по време на операция Приливна вълна Бочев заедно със своя „Месершмит Bf109 G-2“ излита срещу завръщащите се от бомбардиране на нефтените рафинерии край Плоещ американски бомбардировачи. Първи сваля самолет „B-24 Liberator“ над София. На 17 август същата година на церемония в двореца цар Борис III лично му връчва орден „За храброст“, като при награждаването му казва, че това е първият орден, който връчва с ръката си като монарх, връчените от него ордени на бойното поле през Първата световна война са били в качеството му на престолонаследник. За същата победа германското съюзническо командване награждава Петър Бочев със „Железен кръст ІІ клас с лента“.
На 23 ноември 1943 година води най-големият въздушен бой от един пилот срещу многоброен противник, като спасява Перник от разруха. Тогава 50 четиримоторни  бомбардировачи "B-24 Liberator", се пристрояват към 40 други машини от този тип и 30 изтребители за охрана "P-38 Lightning" и вземат курс от Велес към София. Петър Бочев успява да се откъсне от въртележката на противниковите изтребители и се спуска в отвесна атака към отминаващите "крепости", влезли вече в боен курс към целта. Той провежда атака по челния самолет. Първоначално го обстрелва с двете големокалибрени 13 мм картечници, след което и с 20 мм оръдие. Пикирайки, неговата "Стрела" преминава като камък през строя на бомбардировачите и се оказва под тях. Бочев провежда атака вертикално нагоре, като стреля в корема на изпречилата му се "крепост". Така отново профучава през строя на американските машини. Респектирани от непрекъснатите атаки на българските летци отгоре и отдолу, американските екипажи започват да се освобождават от бомбите, преди да са стигнали Перник. В тази самоотвержена битка върху самолета на Бочев налитат едновременно няколко изтребители "лайтинг", обстрелвайки го отвсякъде. Огънят бързо спира, защото българският изтребител намира безопасно място в строя на бомбардировачите, между тежките американски машини. След като пускат страшния си товар, бомбардировачите завиват към своята база, а Бочев продължава да ги следва. Светва обаче лампичката за бензина. С отвесно пикиране той напуска вражеския строй, но при тази маневра самолетът му е улучен, ранен е и самият той. Въпреки това успява да извърши аварийно кацане в нива до шосето от Брезник за София, но губи съзнание. Когато идва на себе си, със сетни сили се измъква от димящата машина и там го намират  местни селяни. Настанен е в Миньорската болница в тежко състояние, поставен е в гипсово корито.
На 5 октомври подпоручик Бочев с 3/6 изтребителен орляк под командването на капитан Кръстю Атанасов излита с цел да разузнава моторизирана германска колона и артилерийски позиции по пътя Крива паланка – Куманово. Самолетът на Бочев е улучен, той успява да кацне, но последва взрив. Посмъртно е произведен в чин поручик.

## Победи
На поручик Бочев са зачислени 13 точки по системата на ВНВВ за свалянето на 4 бомбардировача „B-17“ (единия съвместно с Кръстю Атанасов), 1 самолет „B-24“ и повреждането на 1 самолет „B-25“.

## Военни звасния
- Подпоручик (30 януари 1942)
- Поручик (25 декември 1944)